# Manuel González Etura
Manuel González Etura, meglio conosciuto come Etura (Sestao, 21 febbraio 1934), è un ex calciatore spagnolo, di ruolo difensore.

## Carriera
Cresciuto tra le file del Getxo, passa all'Athletic Bilbao con cui debutta nella Primera División spagnola il 12 dicembre 1954 nella partita Athletic-Hércules (3-0).
Con i baschi disputa tredici stagioni, conquistando tre coppe del Generalisimo ed un campionato, per concludere la carriera tra le file dell'Indautxu.

## Palmarès
- Campionato spagnolo: 1

Athletic Bilbao: 1955-1956
- Coppa di Spagna: 3

Athletic Bilbao: 1954-1955, 1955-1956, 1957-1958